# Dico Koppers
Dico Koppers (Harmelen; 31 de enero de 1992) es un futbolista neerlandés. Se desempeña en la posición de lateral izquierdo.

## Trayectoria

### Ajax
Koppers comenzó su carrera futbolística en Utrecht, jugando para el equipo amateur SCH'44 en la ciudad de Harmelen como delantero, antes de ser fichado por el Ajax para unirse a las categorías inferiores. Bajo la dirección del entrenador Sonny Silooy, se notó rápidamente que las fortalezas de Koppers residían en la defensa, después de lo cual fue trasladado de nuevo a una posición más defensiva en el campo. Actualmente como lateral izquierdo del equipo juvenil del Ajax A1, Koppers apareció en su primer partido con el plantel profesional el 23 de octubre de 2011, en el derbi 'Klassieker' contra su archirrival Feyenoord, comenzando en la posición de lateral izquierdo y jugando los noventa minutos en el empate 1-1 en casa.

### ADO Den Haag
El 31 de enero de 2013, se anunció que Koppers completaría la temporada 2012-13 con ADO Den Haag en un período de préstamo de seis meses. Mientras estuvo en La Haya, Koppers hizo 14 apariciones en la liga, ayudando al equipo a terminar en el noveno lugar en la tabla de la liga.

### FC Twente
El 23 de julio de 2013, se anunció que Koppers sería transferido al FC Twente en un contrato de cuatro años por una tarifa de 800.000 €.

### Willem II
El 22 de junio de 2015, se anunció que Koppers firmaría un acuerdo con Willem II.

## Clubes
| Club                    | País         | Años      |
| ----------------------- | ------------ | --------- |
| Ajax                    | Países Bajos | 2011-2013 |
| ADO Den Haag (Cesión)   | Países Bajos | 2013      |
| FC Twente               | Países Bajos | 2013-2015 |
| Jong FC Twente (Cesión) | Países Bajos | 2013-2015 |
| Willem II               | Países Bajos | 2015-2017 |
| PEC Zwolle              | Países Bajos | 2017-2019 |
| Almere City             | Países Bajos | 2019-2020 |

## Estadísticas
| Club                  | Temporada     | Liga           | Liga  | Liga  | Copa  | Copa  | Continental | Continental | Otros | Otros | Total | Total |
| Club                  | Temporada     | División       | Part. | Goles | Part. | Goles | Part.       | Goles       | Part. | Goles | Part. | Goles |
| --------------------- | ------------- | -------------- | ----- | ----- | ----- | ----- | ----------- | ----------- | ----- | ----- | ----- | ----- |
| Ajax                  | 2011–12       | Eredivisie     | 8     | 0     | 0     | 0     | 2           | 0           | 0     | 0     | 10    | 0     |
| Ajax                  | 2012–13       | Eredivisie     | 0     | 0     | 0     | 0     | 0           | 0           | 1     | 0     | 1     | 0     |
| Ajax                  | Total         | Total          | 8     | 0     | 0     | 0     | 2           | 0           | 1     | 0     | 11    | 0     |
| ADO Den Haag (Cesión) | 2012–13       | Eredivisie     | 14    | 0     | 0     | 0     | 0           | 0           | —     | —     | 14    | 0     |
| Twente                | 2013–14       | Eredivisie     | 23    | 0     | 1     | 0     | 0           | 0           | —     | —     | 24    | 0     |
| Twente                | 2014–15       | Eredivisie     | 9     | 0     | 3     | 0     | 0           | 0           | —     | —     | 12    | 0     |
| Twente                | Total         | Total          | 32    | 0     | 4     | 0     | 0           | 0           | 0     | 0     | 36    | 0     |
| Jong FC Twente        | 2013–14       | Eerste Divisie | 2     | 0     | –     | –     | –           | –           | –     | –     | 2     | 0     |
| Jong FC Twente        | 2014–15       | Eerste Divisie | 11    | 0     | –     | –     | –           | –           | –     | –     | 11    | 0     |
| Jong FC Twente        | Total         | Total          | 13    | 0     | 0     | 0     | 0           | 0           | 0     | 0     | 13    | 0     |
| Willem II             | 2015–16       | Eredivisie     | 13    | 0     | 2     | 0     | 0           | 0           | 0     | 0     | 15    | 0     |
| Carrera total         | Carrera total | Carrera total  | 67    | 0     | 6     | 0     | 2           | 0           | 1     | 0     | 76    | 0     |

## Palmarés

### Campeonatos nacionales
| Competición | Equipo | País         | Año     |
| ----------- | ------ | ------------ | ------- |
| Eredivisie  | Ajax   | Países Bajos | 2011-12 |